# Rate mal

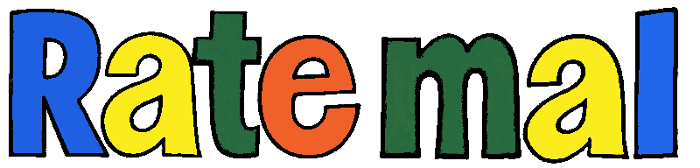
Logo der Zeitschrift Rate mal. Die Farben der Buchstaben variierten. Später gab es auch Farbverläufe.

Rate mal – Die große Zeitschrift für Jungen und Mädchen war eine Rätselzeitschrift für Kinder, die von Januar 1968 bis 1987 im Erich-Pabel-Verlag Rastatt (heute Pabel-Moewig) erschien. Sie gehörte zu den bekanntesten derartigen Publikationen für diese Zielgruppe in dieser Zeit. Neben verschiedenen Rätseln waren auch vereinzelt Comics und Reportagen enthalten. Außerdem gab es die Möglichkeit, über Anzeigen Brieffreundschaften zu knüpfen.
Das Maskottchen der Zeitschrift war die anthropomorphe, gelbgrüne Schnecke Bobo, die zumindest in den achtziger Jahren mit einer eigenen Serie von Comic-Zweiseitern (Bobo und seine Freunde) im Heft vertreten war, die ab 1981 von Helmut Murek gezeichnet wurden. Ab Mitte 1981 gesellte sich als Lizenzserie aus Tintin Hund Cubitus in Form von Einseitern hinzu.

## Weitere Veröffentlichungen
- Rate mal Comics, 5-teilige Serie 1981-1982 (je 4,50 DM) mit Comics wie Cubitus
- Rate mal Extra (Sonderausgaben zu Ferien, Ostern etc., 1981)
- Rate mal Sammelband (mit 3 Heften)
- Rate mal! Der große Kinder-Rätselspaß (Drei Bücher, 2001)